# Federico Fellini

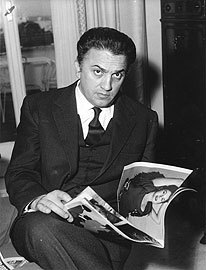
Federico Fellini

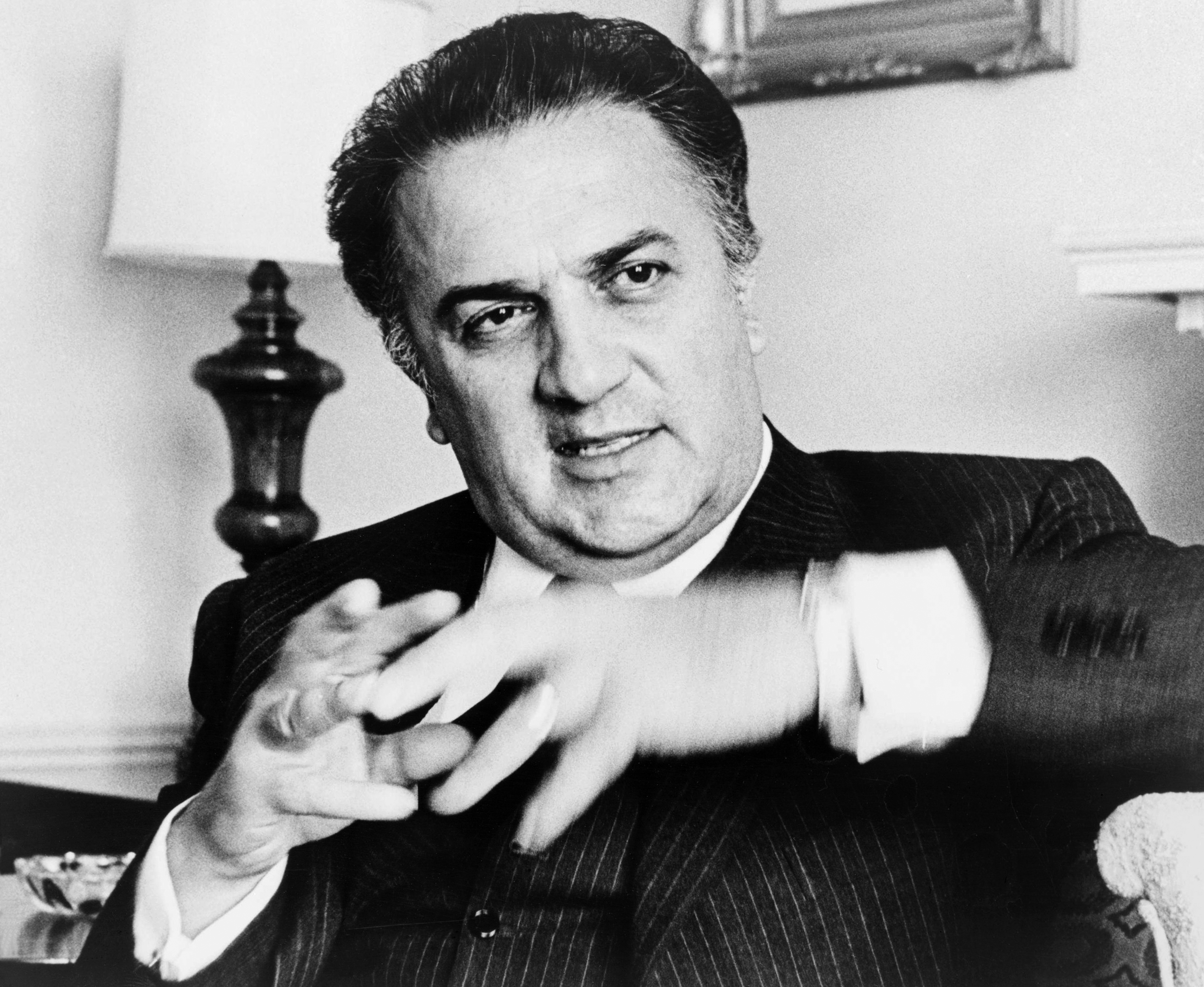
Federico Fellini

Federico Fellini [federiko felíny] (20. ledna 1920 Rimini – 31. října 1993 Řím) byl italský filmový režisér a scenárista. Je držitelem pěti Oscarů, čtyři získal za nejlepší cizojazyčný film (Silnice, Cabiriiny noci, 8 a půl, Amarcord), což je rekord, a jednoho za celoživotní dílo (1993).

## Život
Narodil se jako nejstarší ze tří dětí. S bratrem Riccardem, dokumentaristou italské televize RAI, měl do konce života velké spory. Otec vyrostl na statku blízko Rimini, kde Federico trávil prázdniny. Vzpomínky na dětství a dospívání v Rimini ztvárnil později ve svém filmu Amarcord. V roce 1926 objevil cirkus, který pak celoživotně miloval a cirkusový nebo varietní motiv se později objevil v mnoha jeho snímcích. Ve stejném roce viděl i první film, v kině Fulgor, šlo o snímek Guido Brignoneho Maciste all'Inferno. Po maturitě roku 1938 (kterou musel opakovat) odešel do Florencie, kde se živil kreslením vtipů a karikatur. Zde také psal Příběhy Gordona Flashe pro časopis 420.
Roku 1939 odešel do Říma, kde se zapsal na univerzitu, na právnickou fakultu, především proto, aby potěšil rodiče. Životopisec Hollis Alpert však uvádí, že neexistuje žádný záznam o tom, že by někdy na půdu univerzity vůbec vkročil. Místo toho pracoval jako karikaturista a ilustrátor a příležitostně psal do několika novin (Il Piccolo, Il Popolo di Roma), především zprávy ze soudních síní. Psal také texty a skeče pro rozhlas a pravidelné sloupky pro časopis Marc´Aurelio. Stal se na tři roky i členem redakce a práce pro tento slavný humoristický časopis byla zlomem v jeho životě, neboť byla prvním stabilním zaměstnáním, díky němuž se finančně zastabilizoval, a také se zde seznámil s řadou svých pozdějších spolupracovníků, jako byl například Bernardino Zapponi, budoucí Felliniho scenárista, nebo scenárista Cesare Zavattini a režisér Ettore Scola. V rozhlase poznal také svoji pozdější ženu Giuliettu Masinu, kterou si v roce 1943 vzal. Po osvobození Říma americkou armádou (4. června 1944) si s několika přáteli otevřel „Funny Face Shop“, kde kreslil pro americké vojáky karikatury.
Po druhé světové válce se věnoval téměř výhradně filmu. Seznámil se s režisérem Robertem Rossellinim, s nímž psal scénář pro film Řím – otevřené město (1946), za nějž byl poprvé nominován na Oscara. Roku 1950, už jako autor 19 scénářů, natočil společně s Albertem Lattuadou svůj první film, Světla variété. Samostatný režijní debut přišel v roce 1952 s filmem Bílý šejk s Albertem Sordim v hlavní roli. O rok později natočil Darmošlapy, v nichž hrála i Lída Baarová. Ale úspěch měl až roku 1954 s filmem Silnice (La Strada), ve kterém hrála Giulietta Masina hlavní ženskou roli. Přes odpor Luchina Viscontiho a jeho přívrženců získal řadu ocenění v Itálii i v zahraničí. Například Stříbrného lva za nejlepší režii na festivalu v Benátkách. Po neúspěchu filmu Il bidone natočil s pomocí Piera Paola Pasoliniho snímek Cabiriiny noci, který vzbudil ostrou kritiku, ale měl velký úspěch.
Felliniho nejslavnější film je Sladký život (La dolce vita) z roku 1960, ve kterém vytvořili hlavní role Marcello Mastroianni, Anouk Aimée a Anita Ekbergová. Tento film bývá označován jako Felliniho vrcholné dílo, jedná se o kritiku života římské společenské smetánky. Film byl po premiéře prostříhán, což napomohlo zájmu o tento film. Sladký život i přes kritiku církve a dalších významných skupin obyvatel byl roku 1960 na MFF v Cannes oceněn Zlatou palmou.

## Dílo
Na jeho filmech je dobře patrná souvislost mezi neorealismem a existencialismem. Obraznost jeho snímků byla často označována za barokní. Mezi Felliniho „dvorní herce“ patřili jeho manželka Giulietta Masina (s níž prožil 50 let) a Marcello Mastroianni. Častým spolupracovníkem je také hudební skladatel Nino Rota.
- Bílý šejk - Lo sceicco bianco, 1952
- Darmošlapové – I vitelloni, 1953
- Silnice – La strada , 1954
- Podvodník – Il bidone, 1955
- Cabiriiny noci – Le notti di Cabiria, 1957
- Sladký život – La dolce vita, 1960
- Boccaccio '70 – 1962, Fellini režíroval povídku Le tentazioni del dottor Antonio, další povídky režírovali:
  - Vittorio De Sica: povídka La riffa
  - Mario Monicelli: povídka Renzo e Luciana
  - Luchino Visconti: povídka Il lavoro
- 8 a půl – 8½, 1963
- Giulietta a duchové – Giulietta degli spiriti, 1965
- Podivuhodné příběhy – Histoires extraordinaires (italsky Tre passi nel delirio, anglicky Spirits of the Dead), 1968, tři filmové příběhy založené na povídkách Edgara Allana Poea, Fellini režíroval povídku Toby Dammit, další povídky režírovali:
  - Louis Malle: povídka William Wilson
  - Roger Vadim: povídka Metzengerstein
- Satyricon – 1969, dle zbytků dochované knihy starořímského satirika Petronia
- Roma - 1972
- Amarcord – 1973, film inspirovaný vzpomínkami na dětství v Rimini
- Casanova – Il Casanova di Federico Fellini, 1976
- Zkouška orchestru – Prova d'orchestra, 1978
- Město žen – La città delle donne, 1980
- A loď pluje – E la nave va, 1983
- Ginger a Fred – Ginger e Fred, 1986
- Hlas Měsíce – La voce della luna, 1990

### Rozhlasové hry
- Lavička v parku (1943), česky zpracováno v roce 2011 v Českém rozhlasu, překlad: Marina Feltlová, režie: Hana Kofránková[9]

## Ocenění
Fellini získal pětkrát cenu Oscar za nejlepší zahraniční film (poprvé 1957 za film „Silnice“) a jedenáctkrát byl na ni nominován. Roku 1960 získal Zlatou palmu na festivalu v Cannes a roku 1990 japonskou cenu Praemium Imperiale za celoživotní dílo. Šestnáctkrát získal Stříbrnou stuhu italských filmových novinářů a pětkrát cenu David di Donatello italské filmové akademie.